# 앤티텀 전투
앤티텀 전투(Battle of Antietam) 혹은 샤프스버그 전투(Battle of Sharpsburg;남부에서 부르는 명칭)는 미국 남북 전쟁 중반 1862년 9월 17일 메릴랜드 전역의 일환으로 메릴랜드주 샤프스버그 근처와 앤티텀 클리크(Antietam Creek; 포토맥 강의 지류다)에서 벌어진 전투이며, 이 전투는 북부 지역에서 벌어진 남북 전쟁 최초 주요 회전(會戰)이었다. 양군 합쳐 약 23,000명 손실이 발생해 합중국 역사상 단일 전투로서 가장 많은 피를 흘린 전투이기도 하다.
북군 조지 매클렐런 소장은 메릴랜드에서 로버트 리 장군의 남군을 추격한 후, 앤티텀 클리크 배후에 방어진을 구축한 북버지니아군에 공격을 감행했다. 9월 17일 새벽 북군의 조지프 후커 소장의 군단이 북버지니아군 좌익에 강공을 퍼부었다. 밀러의 옥수수밭에서 공격과 반격이 되풀이 되었고, 전투는 던커 교회 주변에도 미쳤다. 침하된 도로(Sunken Road)에서 벌어진 북군의 돌격이 남군의 중앙을 후퇴시켰으나, 북군도 우익 2명의 군단장이 함께 전사 혹은 부상을 입어 후퇴했기에 전투는 속단할 수 없었다. 오후에 이르러 북군 앰브로즈 번사이드 군단이 전투에 돌입해 앤티텀 클리크에 세워진 돌다리를 확보하고서 남군의 우익을 향해 전진했다. 이 중요한 국면에서 하퍼즈페리에서 남군의 A. P. 힐 사단이 도착해 급습을 감행한 번사이드군을 물리치고 전투를 종료시켰다.
양군 모두 처음으로 많은 예비 부대를 두고서 순차적으로 투입하는 전술을 펼쳤다. 그 결과 남군은 최종적으로 예비부대를 모두 사용하였으나, 매클렐런은 아군의 ¼ 정도의 예비부대를 최후까지 남겼다. 북버지니아군은 수적으로 1 대 2로 밀렸으나, 지형을 교묘히 이용해 북군과 대등하게 겨루었다. 밤사이 양군 모두 이 전선에 집중하였다. 북버지니아군은 상당한 손실을 입어, 9월 18일 하루동안 매클렐런군과 소규모 접전이 이어졌으나, 유리한 지형을 북군에게 빼앗긴 상태에서 북군에게 타격을 줄 찬스도 없었고, 얼마안가 피로에 지친 군대는 강 남쪽으로 퇴각했다.
포토맥군에게 수적 우세가 있었음에도, 북버지니아군이 철수를 선택할 수밖에 없는 이 전투에서는 지형을 이용하여 포토맥군을 격파할 수 있을 것이라고 생각했었다. 그러나 매클렐런은 적절한 순서에서 순차적으로 남군의 약점을 찔렀고, 남군의 역전을 용인하지 않았다. 매클렐런은 여기서 전술적 대승리를 노리는 것보다 확실하게 승리하는 게 중요함을 알고 있었기 때문에 최후까지 예비 부대를 남겨서 급변에 대비했다. 그로 인해 북버지니아군을 괴멸시킬 수는 없었으나, 북버지니아군의 메릴랜드 침공은 종지부를 찍고, 리는 버지니아 주로 군대를 돌이킬 수밖에 없었다. 이 전투는 전술적인 승리의 의미보다 에이브러햄 링컨이 노예 해방을 선언할 자신감을 얻었다는 측면에서 북군에게 전략적인 의미가 더 컸다.

## 배경 및메릴랜드전역

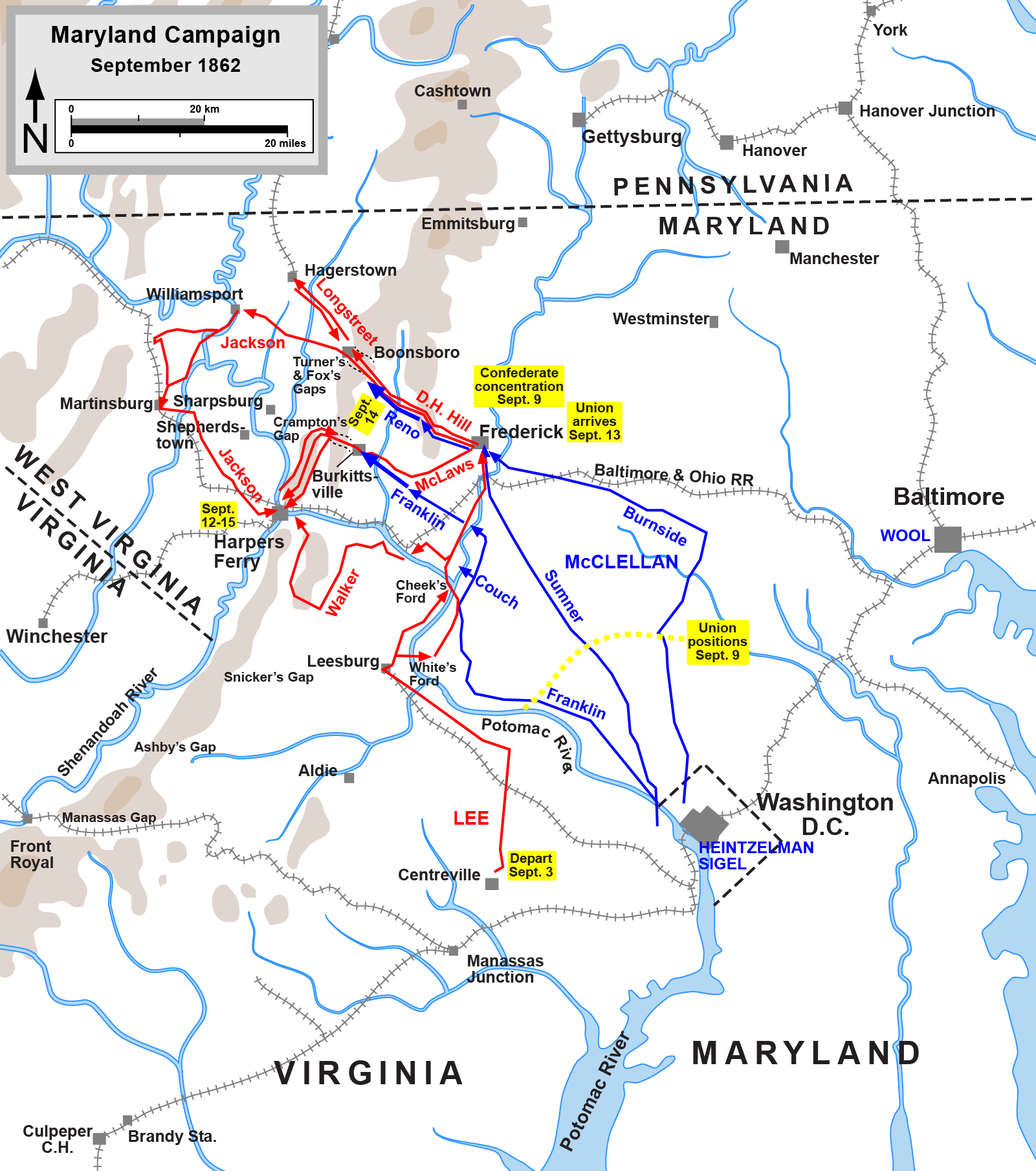
메릴랜드 전역. 1862년 9월 3일부터 15일까지의 행동.
남군
북군

로버트 E. 리 장군의 북버지니아군 45,000명은 1862년 8월 29일 제2차 불런 전투에서 승리한 후 계속해서, 9월 3일 메릴랜드 주에 들어섰다. 리의 전략은 경계주였던 '메릴랜드주 내에 남군에 동조하는 자들이 많을 것이다'라고 생각하고, 새로운 물자와 병력을 얻기 위한 것과 동시에 북부에서 가까운 시일 내에 치러질 선거가 있기 전 여론에 영향을 주려는 것이었다(후에 알려진 것처럼, 리의 행동에 의한 사회적인 충격은 여러 가지 것이 섞여있었다. 메릴랜드 사람들은 북버지니아군 음악대가 연주하는 [메릴랜드 마이 메릴랜드]의 음악에 의해 리가 기대한 남부연합군으로 기울어지는 일은 없었고, 북군 포토맥군이 앤티텀에서 남군을 어쨌든 격퇴한 것으로 인해 메릴랜드 사람들이 남부로 전향할 가능성은 사라졌다). 남부 연합 대통령 제퍼슨 데이비스를 포함한 남부의 정치가들은 북부 지역에서 군사적인 승리를 얻는다면 외국의 여러 나라로부터 남부를 인정할 가능성이 높아질 것이라고 믿었다. 또한 이 승리는 영국 및 프랑스의 인정을 얻어, 재정적인 지원을 받을 수 있지 않을까 생각해 남부가 그 가능성을 추구하며 이 군사작전을 세운 것이기에 리가 생각한 것이라는 증거는 없다.
리는 아군이 메릴랜드에 침공한 후에도 매클렐런이 몇주동안 움직이지 않을것이라고 예상했다. 직전의 제2차 불런 전투에서 버지니아군을 완전히 무너뜨렸고, 반도 전역에서 포토맥군의 사기를 상실시켜 북군은 전투를 벌일 상태는 아니라고 리는 생각했다. 그러나 매클렐런은 완벽하게 리의 허를 찔렀다. 반도 전역의 후퇴는 리의 생각되로 패주가 아니었고, 실제로는 남군의 공격을 유도하기 위한 전략적 후퇴였고, 반도에서 물러난 매클렐런은 버지니아군을 흡수하여 이것을 경이적인 속도로 회복시켜 완벽한 상태로 만들었다.
매클렐런의 90,000명에 달하는 포토맥군이 북버지니아군의 진로를 가로막을 움직임을 보이던 중, 제27 인디아나 지원보병연대의 2명의 북군병사(바턴(Barton) W. 미첼과 존 M. 블로즈)가, 3개의 담배잎으로 싸여 놓인 채 잃어버렸던 리의 상세한 작전 계획서(특무 191호) 사본을 발견하였다. 이 서류의 내용은 리가 북버지니아군을 분할해 지리적으로 분산된 지점(하퍼스페리와 헤이거스타운)에 파견 했다는것을 표시하고 있었다. 만약 매클렐런이 이 정보를 맹신하고 즉시 움직였다면 각각의 부대를 고립시켜 격파할 수 있는 찬스가 생겼을지도 모른다. 그러나 매클렐런은 이 정보의 진위여부와 이점을 활용하기 위한 작전입안과 아군의 재배치를 위해 약 18시간을 허비해, 북버지니아군을 철저하게 격파하는 것은 성공하지 못했다. 그러나 역사가는 후에 이 서류가 진짜라는 것을 알았으나, 실전에서 종이 1장에 매달려 이런 행동을 한 것은 지휘관 실격이라고 했다. 정보의 진위를 확인하고 확실하게 남군을 포착했던 매클렐런의 행동은 적절했다.
앤티텀 회전 전 메릴랜드 전역에서는 2개의 중요한 전투가 있었다. 스톤월 잭슨 소장이 하퍼스페리를 점령한 것과 매클렐런이 사우스마운틴 전투에서 블리츠 산맥을 통과해 공격을 가한 것 등이다. 하퍼스페리 전투에서는 앤티텀 전투 개시 시점에서 잭슨 지휘 하의 부대가 하퍼스페리에서 북군 수비병의 항복을 맞이해 전투포진에서 벗어났던 점에서 중요했다. 사우스마운틴 전투는 산맥을 통해 2개의 고갯길을 남군이 완강하게 지켜 매클렐런의 진군속도를 늦췄기 때문에 리가 샤프스버그에 그의 군대 중 남은 부대를 집결시킬 시간을 버는 점에서 중요했다.

## 각 진영의 전력

### 남군
리 장군의 북버지니아군은 2개의 거대한 보병군단으로 나뉘었다.
제임스 롱스트리트 소장이 지휘하는 제1군단에는 다음의 사단이 포함되어 있다.
- 라파에트 마크로즈 소장(조세프 B 카쇼, 파웰 코브, 폴 J 심즈 및 윌리엄 벅스테일 준장의 여단)
- 리처드 앤더슨 소장( 알프레드 카밍그, W.A 파람 및 카노트 포지 각 대령의 여단, 및 루이스 A. 아미스테드, 로저 A. 프라이어 및 앰브로스 R. 라이드 준장의 각 여단)
- 데이비드 R. 존스준장(로버드 툼스, 토마스 F. 드레이튼, 리처드 B. 가넷, 제임스 L. 켄퍼 준장의 각 여단, 조지프 T. 워커와 조지 T. 앤더슨 대령의 여단)
- 존 G. 워커 준장 (반 H. 마닌그 대령과 로버트 랜섬 주니어 준장의 여단)
- 존 벨 후드 준장(윌리엄 T. 워후드와 에반더 M. 로 대령의 여단)
- 네이션 G. “샹크스” 에반스 준장의 독립된 여단

스톤월 잭슨소장이 지휘하는 제2군단에는 다음의 사단이 포함되어 있다.
- 알렉산더 로튼 준장(마세라스 더글러스 대령, 주발 얼리 준장, 제임스 A. 워커 대령 및 헨리 T. 헤이스 준장의 여단)
- A. P. 힐 소장(경사단:로렌스 오브라이언 프렌치, 마크시 그렌그, 제임스 J. 아처, 윌리엄 드시 펜더 준장, 존 M. 브론겐브로 와 에드워드 L. 토마스 대령의 여단)
- 존 R. 존스 준장(A. J. 그리그스비, E.T.H. 워렌, 브랜들리 T. 존선 대령 및 윌리엄 E. 스타크 준장의 여단)
- D. H. 힐 소장(로스웰 S. 리프리, 로버트 E. 로스, 사무엘 가란트, 주니어, 조지 B. 앤더슨 준장, 및 알프레드 H. 코르켓 대령의 여단)

남은 부대는 젭 스튜어트소장의 기병군단, 윌리엄 엔 펜들턴 준장의 예비포병대가 있다. 제2군단은 각 사단에 포병대를 배치하였지만, 대조적으로 제1군단은 포병대를 군단레벨에서 보유하고 있었다.

### 북군

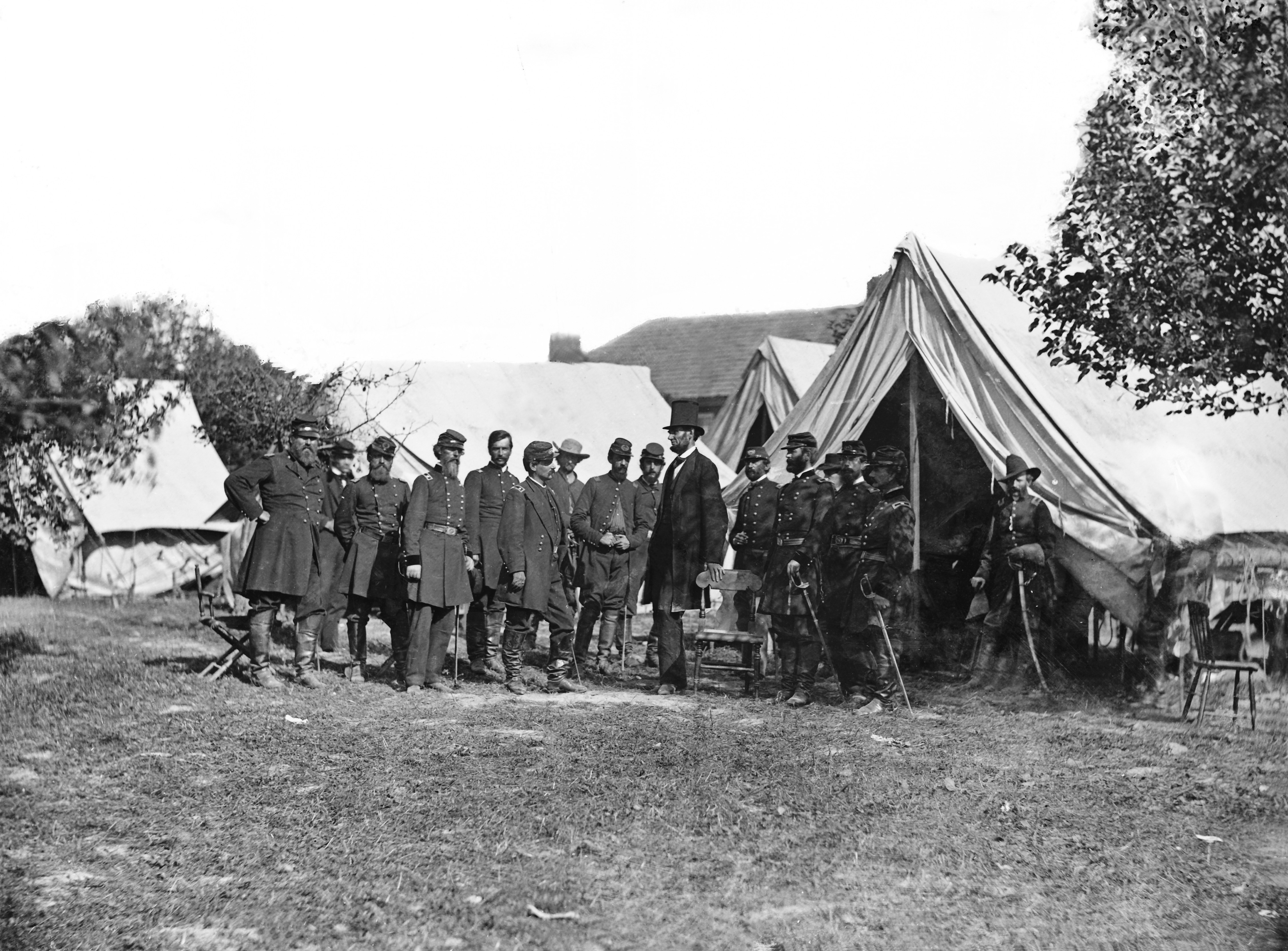
전투 후 그라프 농원에 서있던 링컨과 매클렐런 및 그의 참모들. 왼쪽부터 5번째가 제5군단 참모장 알렉산더 S. 워에프, 6번째가 매클렐런, 8번째가 조나단 레터만 박사, 10번째가 링컨, 11번째가 헨리 J. 헌트, 12번째가 피츠 존 포터, 15번째가 앤드루 A. 헌프리즈, 16번째가 조지 암스트롱 커스터 대위.

조지 매클렐런 소장의 포토맥군은 존 포프의 버지니아군을 흡수하여 부대를 강화해, 6개 보병군단으로 이루어졌다.
조지프 후커 소장의 제1군단에는 다음의 사단이 포함되어 있다.
- 루퍼스 킨그 준장(월터 벨프스 대령과 애프너 더블티, 마시나 R. 팬트릭 및 존 킴볼 준장의 여단)
- 제임스 B. 리켓츠 준장(에이브러햄 듀리 준장, 윌리엄 A. 크리스찬 대령 및 조지 L. 하트서프 준장의 여단)
- 조지 미드 준장(트루만 세이모어 준장과 토마스 F. 가라가 대령의 여단)

에드윈 V. 섬너 소장의 제2군단에는 다음의 사단이 포함되어 있다.
- 이스라엘 B. 리처드슨 소장(존 C. 콜드웰과 토마스 F. 미거 준장과 존 R. 블크 대령의 여단)
- 존 세지윅 소장(위리스 A. 고만, 올리버 O. 하워드 및 나폴레온 J. T. 더너 준장의 여단)
- 윌리엄 H. 브렌치 준장(네이선 킴볼 준장, 드와이트 모리스 대령 및 마크스 웨버 준장의 여단)

피츠 존 포터 소장의 제5군단에는 다음의 사단이 포함되어 있다.
- 조지 W. 모렐 소장(제임스 번스 대령, 찰스 그리브인 준장 및 T.B.W. 스톡튼 대령의 여단)
- 조지 사이클스 준장(로버트 C. 브캐넌 중령, 찰스 S. 라벨소령 및 가베느아 K. 워렌 대령의 여단)
- 앤드루 A. 하프리즈 준장(에라스터스 B. 타이라 준장 및 피터 H. 아라바크 대령의 여단)

윌리엄 B. 프랭클린 소장의 제6군단에는 다음의 사단이 포함되어 있다.
- 헨리 W. 슬로컴 소장(알프레드 T.A. 토버트 와 조지프 J. 바트레트 대령, 및 존 뉴튼 준장의 여단)
- 윌리엄 F. “볼티” 스미스 소장(윈필드 스콧 핸콕과 윌리엄 T.H. 블크스 준장 및 윌리엄 H. 아빈 대령의 여단)
- 덜리아스 N. 크치 소장의 제4군단에서 1개사단(찰스 디븐스 주니어, 앨비언 P. 하우 및 존 코크란 준장의 여단)

앰브로스 번사이드 소장의 제9군단에는 다음의 사단이 포함되어 있다.
- 올랜드 B. 윌콕스 준장(벤자민 C. 크라이스트 와 토마스 웰슈 대령의 여단)
- 세무엘 D. 스타시즈 준장(제임스 나젤 과 에드워드 브레레로 준장의 여단)
- 아이잭 P. 로트만 준장(해리슨 S. 페어차일드 와 에드워드 하랜드 대령의 여단)
- 제이콥 D. 콕스 준장의 카노하버 사단(뷰 유인그 와 조지 클크 대령의 여단)

조지프 K. 맨스필드 소장의 제12군단에는 다음의 사단이 포함되어 있다.
- 알페우스 S. 윌리엄스 준장(세무엘 W. 크로우보드 와 조지 h. 고든 준장의 여단)
- 조지 S. 그린 준장(헥터 틴달 중령, 헨리 J. 스테일그와 윌리엄 B. 그드리치 대령의 여단)
- 알프레드 프리슨톤 준장의 기병사단(찰스 J. 파이팅그 소령 및 존 F. 팬스워스, 리처드 H. 라슈, 앤드루 T. 마크레이놀즈, 및 벤자민 F. 데이비스 대령의 여단)

## 전투

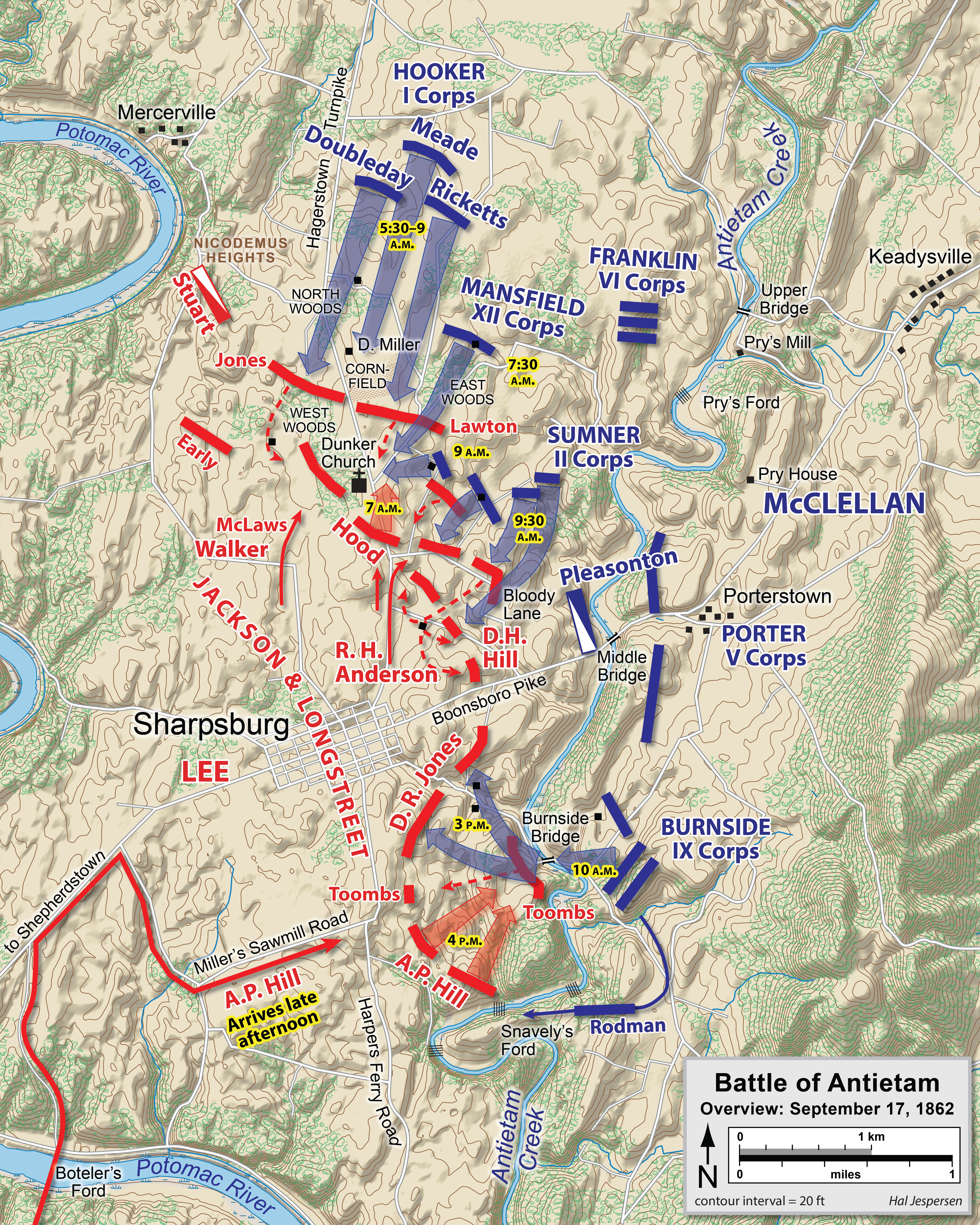
앤티텀 전투 전체지도

리는 9월 15일부터 샤프스버그의 마을근처 낮은 산의 등허리에 이어진 앤티텀 클리크 배후에 이용가능한 부대를 배치했다. 그곳은 방어에 적당한 장소였으나, 난공불락이라고는 말할 순 없었다. 지형은 목책 및 돌벽, 석회암의 바위들이 있었고, 구멍난 곳이 거의 없어 보병에게 있어 우수한 장벽을 제공하였다. 전면에 있는 강은 작은 장해에 불과했으나, 폭은 60에서 100피트(18 혹은 30m)였고, 여기저기에서 걸어가면 1마일(1.6 km)부근에 3개의 돌다리가 있었다. 남군의 뒤에는 포토맥강으로 차단되어 있어, 만약 퇴각이 필요한 상황에서는 세퍼즈타운의 보트라로 넘는 것이 손쓸 수 있는 유일한 도화지점이었기 때문에 마음이 놓이지 않는 위치에 있던 (윌리엄즈포트의 도하지점은 샤프스버그에서 10마일(16 km) 북서쪽에 있어, 잭슨이 하퍼스페리로 행군할 때 사용하였다. 전투 중 북군의 재배치로 인해 이 방향으로 철수를 생각한 것은 실행 불가능하게 되었다). 또한 9월 15일에는 리가 직할한 부대는 18,000명에도 못미쳤고, 북군의 ⅓에 불과했다.
북군의 최초 2개 사단은 9월 15일 오후에 도착했고, 남은 대부분은 그날 새벽에 도착했다. 9월 16일 아침 일찍 북군이 공격을 시작한 상황에서 수적 우위에서 압도적인 이점이 있었으나, 위치가 불분명한 남군의 다른 부대로 인해 리의 특기인 측면 및 배후 기습을 받지 않을까하는 위험한 상태에서의 전투는 피하게 되어, 매를렐런은 공격을 하루 늦췄다. 이 일로 남군은 방어진지를 강화할 시간을 얻었고, 롱스트리트 군단이 헤이거즈타운에서 도착하는 것을 허용했고, A.P. 힐의 부대를 남겨둔 잭슨의 군단도 하퍼스페리에서 도착했다. 잭슨은 좌익(북쪽)에 있던 포토맥 강에 접근했고, 롱스트리트는 우익(남쪽)에 있던 앤티텀 강에 접근했다. 전선은 약 4마일(6 km)의 길게 걸쳐졌다(전투가 진행되면서 리가 부대를 움직여서 이들 군단의 경계는 매우 중복되었다).
9월 16일 저녁, 매클렐런은 후커의 제1군단에게 앤티텀 강을 건너, 적의 위치를 탐색하라고 명령했다. 미드 사단은 동쪽의 숲부근에서 후드가 지휘하는 남군을 신중하게 공격했다. 밤이 되자, 매클렐런이 부대의 배치를 계속하는 동안에 포성이 끊이지 않았다. 매클렐런의 작전은 적의 좌익을 압도하는 것이었다. 앤티텀 클리크에 건설한 다리의 배치에서 그 결론에 이르렀다. 하류측의 다리(얼마안가 번사이드 다리라고 이름이 붙여졌다)는 이것을 내려다 보는 절벽위에서 남군이 진지를 구축해 지배하고 있었다. 븐즈보로에서 도로의 연장에 있던 중간의 다리는 샤프스버그의 높은지대에서 포화에 노출된 위치에 있었다. 그러나 상류측의 다리는 남군의 대포에서 2마일(3 km) 동쪽에 있어, 안전하게 건너갈 가능성이 있었다. 매클렐런은 자신의 군대의 절반이상을 투입하기로 하고, 곧 2개 군단에게 선봉을 3번째 군단이 지원하고, 필요하다면 4번째 군단을 투입한다는 계획이었다. 남군의 우익에 대해서는 5번째 군단이 동시 양동 공격을 벌여, 이 공격이 성공한다면 남은 예비병력으로 남군중앙을 공격할때를 대비해 남기기로 생각했다. 동쪽의 숲에서 작은 다툼은 매클렐런의 의도를 리가 깨닫게 되었고, 리는 이에 대응해 방어진을 준비했다. 리는 부대를 좌익으로 이동시키고, 전장에 아직 도착하지 않은 2명의 지휘관, 즉 라파에트 마크로즈의 2개 사단과 A. P. 힐의 1개 사단에게 긴급전언을 보냈다.
매클렐런의 작전은 얼핏 연계가 이루어지지 않아, 확실한 실행결과가 나타나지 않았다. 그의 부하 지휘관들 각자에게는 자신들이 지휘하는 군단에 대해 명령을 내릴 수는 있지만, 전군의 작전을 움직일 전반적인 명령은 없었다. 전장의 지형으로 인해, 각 지휘관은 자신의 부대이외의 상황을 아는 것이 어려웠고, 매클렐런의 참모본부는 1마일(1.6 km)이상 후방(클리크 동쪽, 필리프 프라이의 집)에 있어, 각 군단에 지시를 내리는것도 어려웠다. 그 때문에 다음날 진행된 전투는 3개로 나뉘어 서로 연계도 없이 전투가 벌어졌다. 아침은 전장의 북쪽에서, 점심에는 중앙에서, 오후에는 남쪽에서 이런식으로 안배되었다. 매클렐런에게 비판적인 역사는 이 연계의 결여와 포토맥군의 전력집중이 이루어지지 않았기 때문에 북군이 갖고 있던 2 대 1 이란 세력차는 거의 완전히 무효화되었고, 리가 북군의 공격에 맞써 방어부대를 이동시키는 것을 허용하게 되었다고 주장했다.
그러나 사실 리의 이 방어배치는 전투에 관련해서 제대로 아는 역사가만이 알지 못하는 무서운 함정이 있었다. 우익은 앤티텀 클리크, 중앙은 참호와도 같은 침하된 도로, 좌익은 숲속이란 방어에 적합한 지형으로 남군은 각각을 비교적 소수의 부대로 유지하고, 많은 부대를 예비로 남겨두고 있었다. 여기서 우익, 중앙, 좌익의 각자의 방어지형 사이에는 부대의 이동이 손쉬운 개활지가 좁게 나타나 있는 것이 중요한 점이다. 만약 이것을 북군이 연계하여 일제 공격을 퍼붓는다면 방어지형에 접촉되어 구속된 타이밍이 되어 개활지를 통과해 나타난 남군의 예비부대에게 측면을 공격당해 좁은 지역에서 밀집한 북군은 대혼란에 빠져 패주하고 괴멸적인 타격을 받을 수도 있었다. 그러나 매클랠런은 이것을 간파하고, 측면을 뚫리지 않는 곳에서 남군의 진지를 확실하게 무너뜨리고, 그로 인해 남군의 예비부대를 모두 전선으로 끌어내어 리의 함정을 완전하게 깨뜨렸다.

### 아침

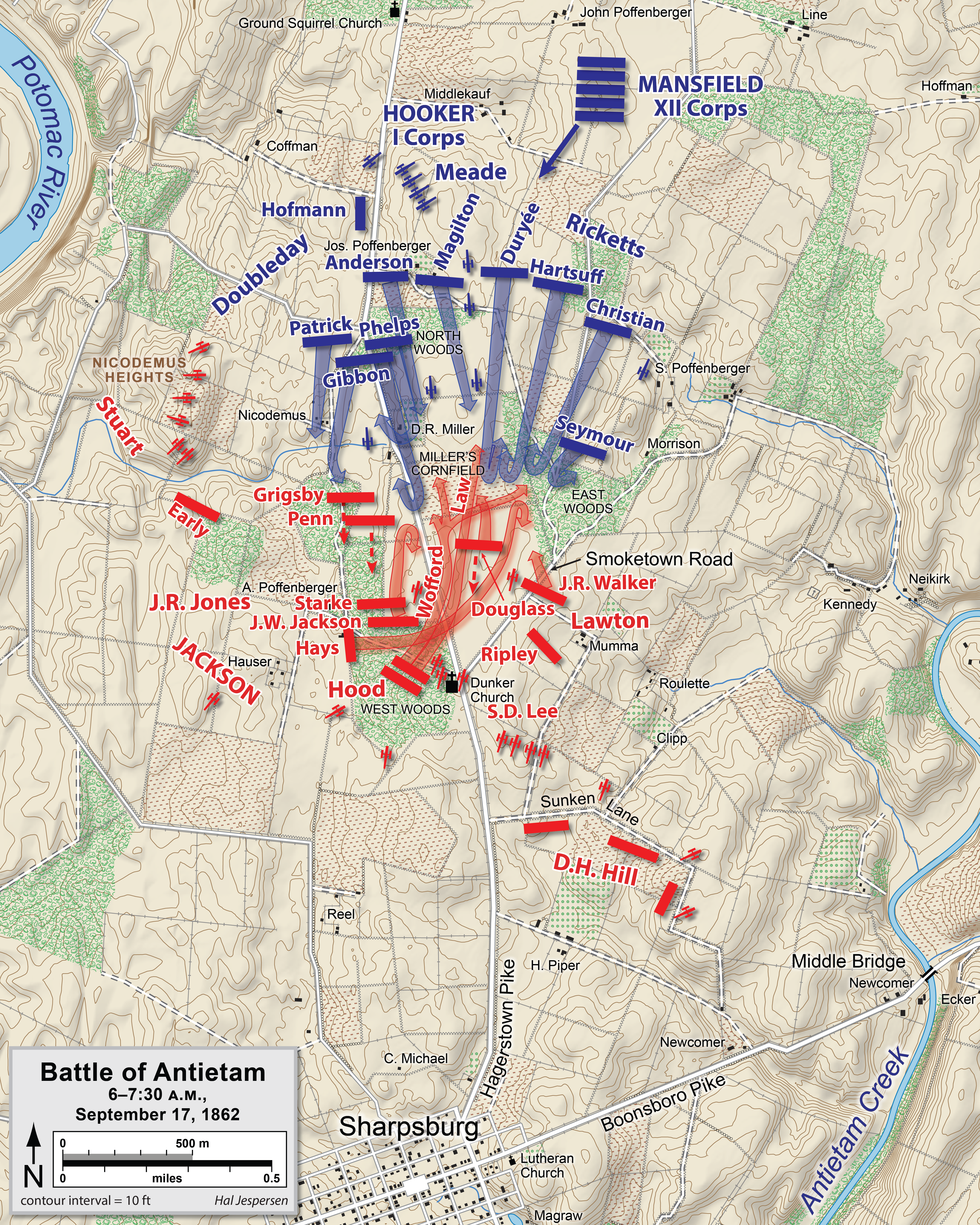
제1군단에 의한 공격. 오전 5시 30분부터 7시 30분까지

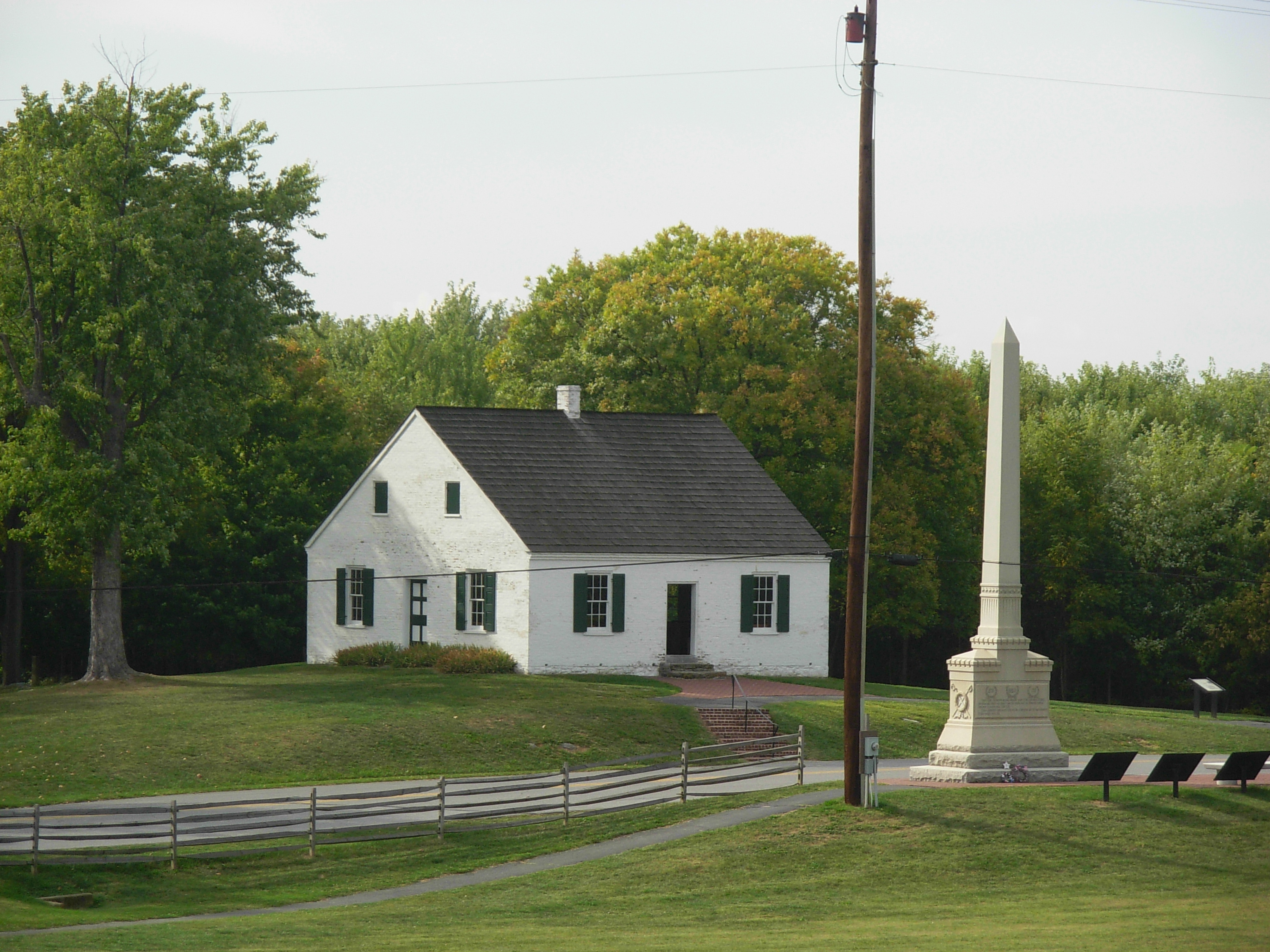
던커 교회

전투개시는 9월 17일 새벽부터 시작되었다(오전 5시 30분경). 북군 조지프 후커의 제1군단이 헤이거즈타운 턴페이크(Hagerstown Turnpike)에서 공격을 개시했다. 후커의 목표는 지역 독일인 바라테스트의 일파에 속하는 하얗게칠해진 검소한 건물인 던커 교회가 있던 대지였다. 후커의 군단은 약 8,600명으로 스톤월 잭슨이 지휘하는 방어군 7,700명에 비해 약간 상회했으나, 남군의 강력한 방어진지를 생각한다면 이런 작은 세력차는 순식간에 사라져 버린다. 애브나 더블데의 사단이 후커의 우익으로 이동했고, 제임스 리켓의 사단은 좌익으로 이동해 동쪽숲에 들어갔고, 조지 미드의 펜실베니아 예비역사단은 중앙의 약간 후방에 배치되었다. 잭슨의 방어군은 알렉산더 로튼과 존 R. 존스의 사단으로 구성되어, 서쪽숲에서 탄페이크를 넘어 밀러의 옥수수밭의 남쪽까지 전열을 구성했다. 서쪽 숲속에는 4개 여단이 예비부대로 배치되었다.
북쪽숲에서 최초의 북군부대가 나타나 옥수수밭에 들어가자, 포격전이 시작되었다. 남군의 포화는 서쪽에서 젭 스튜어트의 기마포병대대, 남쪽 던커교회에서 도로가 만나는 높은 대지에 있던 스티븐 D. 리 대령의 4개 대대로부터 날아온 것이었다. 북군의 반격은 북쪽숲 배후의 언저리에 있던 9개 대대와 앤티텀 클리크 동쪽 2마일에 있던 20파인드 파롯트 라이플포 4개대대로부터 날라왔다. 이 포격전에서 양군은 막대한 손실이 발생했고, 리 대령은 훗날 이것을 [대포의 지옥]이라고 말했다.
후커는 옥수수밭에 숨어있던 남군의 총검의 섬광을 눈으로 보자, 보병의 전진을 멈추고 포병 4개 대대를 불러, 밭에 숨어있던 남군 보병의 머리위로 포탄의 비를 퍼붓게 했다. 양군에게서 포탄 및 라이플 총탄이 풀을 베는 도끼처럼 기능해, 옥수수의 줄기도 병사도 같이 베어 쓰러뜨렸다.

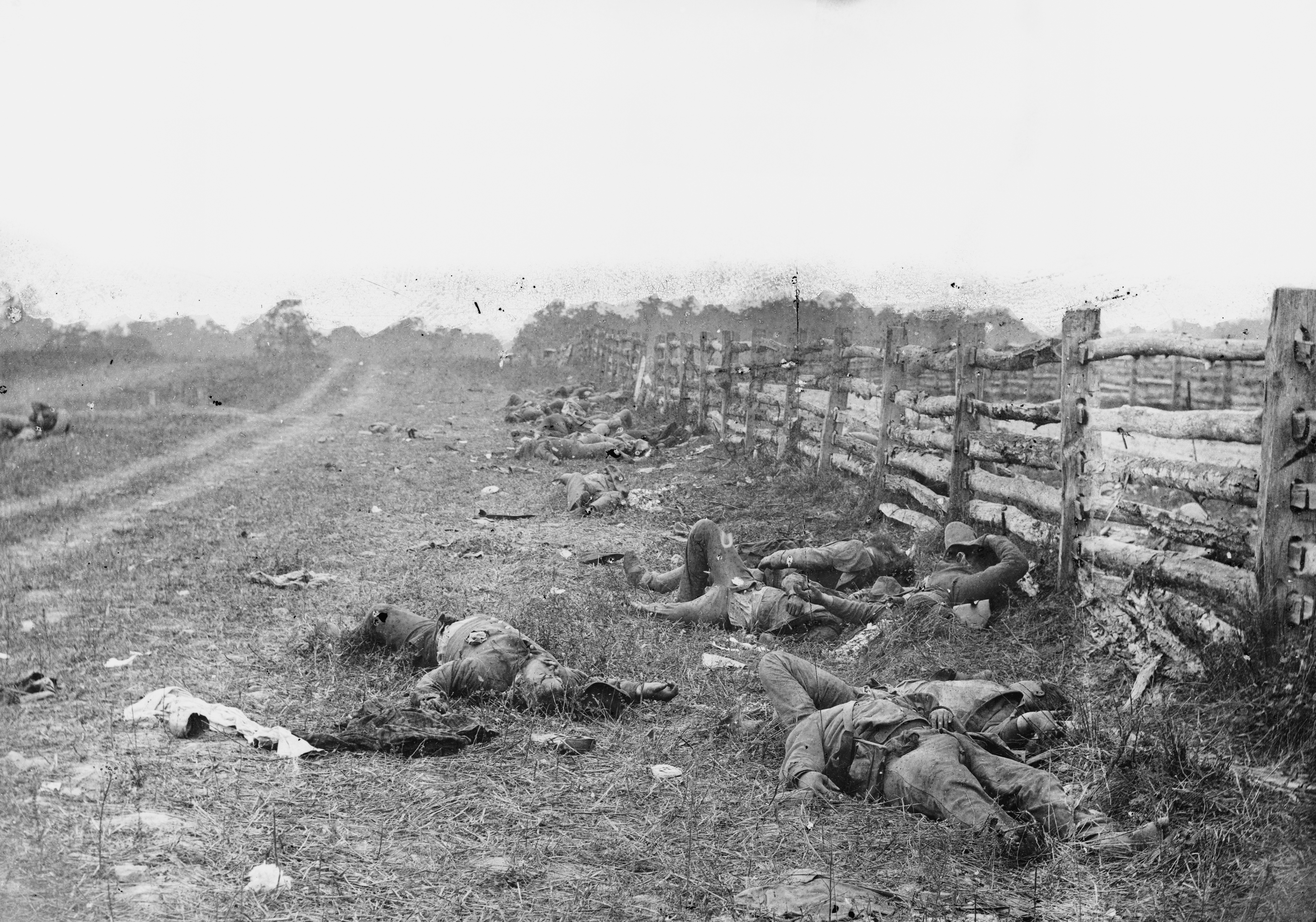
던커 교회 북쪽, 헤이거즈타운 턴페이크에 널부러져 있는 남군 스타크의 루이지애나 여단 병사의 사체

미드 지휘하에 있던 트루먼 세이모어 준장의 제1 펜실베니아 여단이 동쪽숲을 박차고 전진해, 제임스 호커 대령의 앨러베마, 조지아 및 노스캐롤라이나 혼성여단과 교전을 벌였다. 호커의 부대가 리의 포화의 도움을 받으며, 세이모어 부대를 물리치자, 리켓의 사단이 옥수수밭에 진입했고, 동시에 포화에 무너져 버렸다. 아브람 뒤리 준장의 여단이 전진하자, 마셀라스 더글러스의 조지아 여단에게서 일제사격을 당했다. 250야드(225m)의 사정거리에서 맹렬한 포화를 당하자, 원군도 없이 더 이상 전진할 수 없어 뒤리는 퇴각을 명령했다.
뒤리가 기대했던 원군, 조지 L. 하트샤브 준장과 윌리엄 A. 크리스챤 대령의 여단은 현장에 도착하기 전 곤란한 상황에 있었다. 하트샤브는 포탄에 맞아 부상을 입었고, 크리스챤은 말에서 내려 공황상태에 빠져 후방으로 도망쳤다. 이 병사들이 재집결해 옥수수밭에 들어가자, 앞의 부대와 마찬가지로 포화 및 보병의 총알세례에 무너졌다. 북군의 수적 우위에 있다고 말할 수 있었지만, 해리 헤이즈의 루이지애나 "타이거" 여단이 전투에 들어가자, 북군 병사들은 동쪽 숲으로 퇴각했다. 제 12 매서츄세츠 보병연대가 받은 손실율은 67%나 되어, 그날 참가했던 모든 부대보다도 손실율이 높았다. 타이거 여단은 북군이 3인치 호드넌스 라이플포 대대를 데리고와 대포를 옥수수밭에 직접 운반해 근접거리에서 발포해 500명 정도였던 여단병 중 323명을 쓰러뜨려, 결국 격파했다.

...전쟁의 가장 파괴적인 포화, 라이플 포탄은 병사들의 몸을 분쇄하고, 수통 및 배낭은 탄환에 의해 벌집이 되어 많은 사상자가 생겼다.

옥수수밭이 유혈이 낭자하며 교착상태에 빠지는 한편, 서쪽에서 수백야드를 전진한 북군은 전과를 올리고 있었다. 더블데 사단소속의 존 김본즈 준장의 제4여단(이후 강철의 여단이라 불리었다)이 턴페이크를 전진해 잭슨부대를 측면에서 압박을 가했다. 스타크의 여단에서 1,150명의 병사가 돌격을 감행해, 30야드의 근접거리에서 빈틈없는 맹사격을 퍼부어 강철의 여단의 움직임을 저지시켰다. 남군의 여단은 강철의 여단으로부터 격렬한 반격을 받아 철수하였고, 스타크는 치명상을 입었다. 던커 교회로 향하던 북군의 전진이 재개되자, 잭슨의 방어선과의 거리가 단축되었고, 잭슨군은 거의 붕괴직전까지 가게되었다. 손실은 생각외로 엄청났으나, 후커군단은 착실히 전진했다.
남군의 보강부대가 오전 7시를 넘기면서 도착했다. 마크로즈와 리처드 H. 앤더슨의 사단이 하퍼스페리에서 밤새도록 행군하여 도착했다. 7시 15분경 리장군은 조지 T. 앤더슨의 조지아 여단을 우익에 있던 잭슨군의 구원군으로 보냈다.
오전7시, 후드의 2,300명정도의 사단이 서쪽 숲을 통해 전진해 북군을 다시 옥수수밭에서 몰아냈다. 텍사스인 부대는 매일 먹던 최초의 뜨거운 아침식사를 방해받자, 분노하여 그 예비대의 위치에서 불러내어 특별히 맹렬하게 공격했다. 그들은 옥수수밭의 동남 무마농원에서 도착한 D.H.힐 사단의 3개여단, 및 젭 스튜어트의 기마포병대를 지원한 니코데마스 농원에서 서쪽숲을 견제하던 주발 얼리 여단의 지원을 받았다. 그러나 후드의 부대는 공격 시야에 들어 있었어 부대원의 60% 상실이라는 엄청난 대가를 지불했지만, 방위선의 붕괴를 막으며 제1군단을 격퇴했다. 후드는 친구 장교가 후드의 사단이 어디있냐고 물었을 때 [전장에 죽어있다]라고 답했다고 한다.
후커의 부대는 커다란 피해를 입은데다가, 그 목적도 달성하지 못했다. 2시간이 경과해 2,500명의 손실을 입었고, 출발지점으로 돌아왔다. 옥수수밭은 왕복하는데, 250야드(225m), 폭 400야드(360m)였으나, 지금은 글로써 말할 수 없을 정도의 파괴의 현장이 되었다. 그날 아침만 적어도 15번이나 주인이 바뀌었다고 추측되었다. 후커는 맨스필드 제12군단의 7,200명의 지원을 요구했다.

밭의 북쪽 및 대부분의 옥수수 줄기는 모두 나이프에 잘린것처럼 예리하게 잘려 나가, 남군의 시체가 몇초전 옥수수밭에 열을 지어 서있었다는것을 짐작하게 할 정도로 정확히 열을 만들어 누워 있었다.

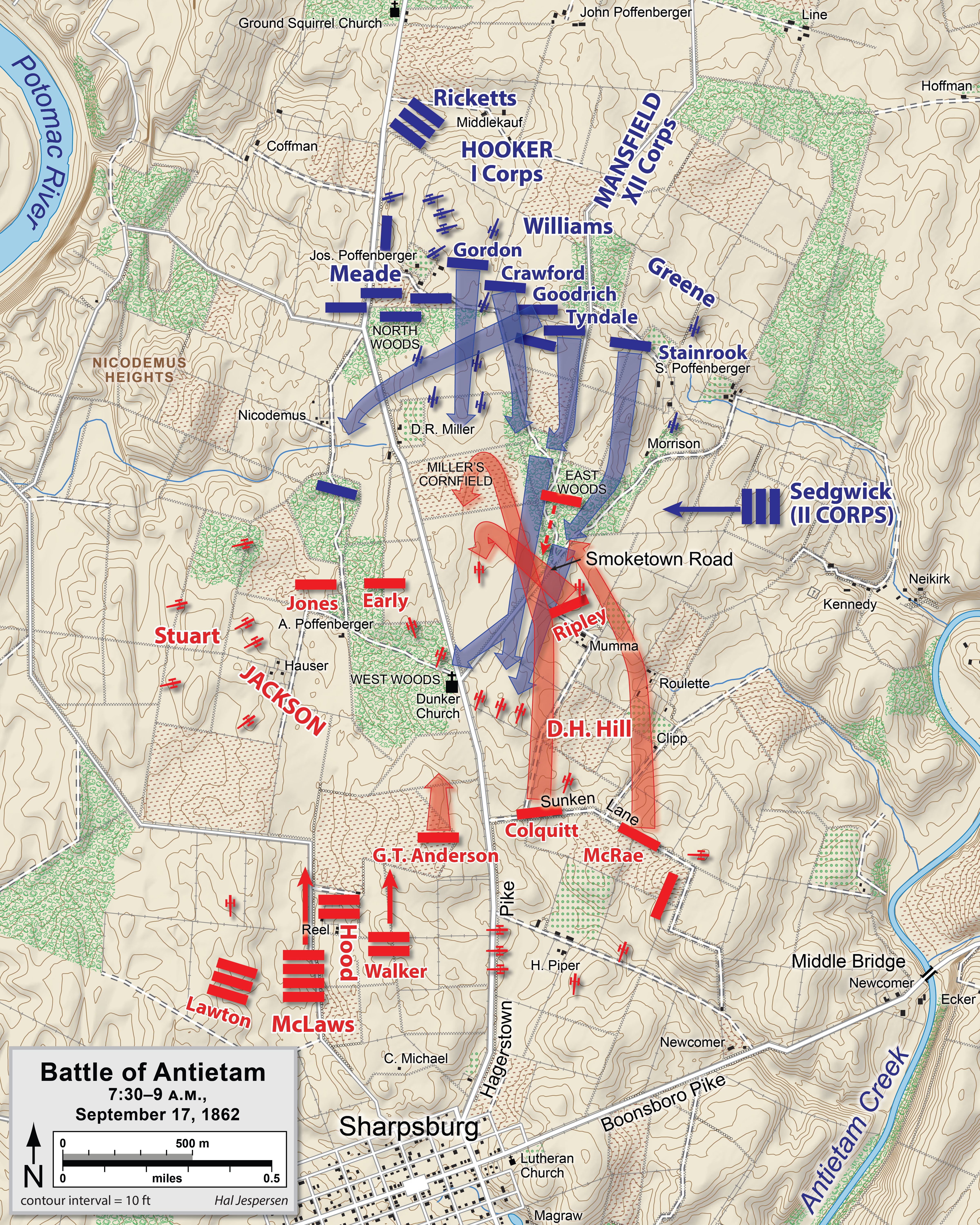
제12군단의 공격. 오전 7시 30분부터 9시까지

맨스필드 군단의 절반은 신병이었고, 맨스필드 자신도 경험이 적은데다가, 거의 이틀전에 군단의 지휘를 맡게 되었다. 그는 40년간 고참병으로 있었으나, 전투에서 대규모 부대를 이끌고 전투를 벌일적은 없었다. 포화속에 뛰어들 때 병사들이 도주하지 않을까 걱정해, [종열중대, 밀집대형]이라 불린 1개 연대가 통상 2열인 것을 대신해 10열로 만들어 전진하는 일단의 대형을 취해 행군했다. 이 부대가 동쪽숲에 들어서자, 대포의 아주 좋은 먹이감이 되어, [납관과도 같은 표적]이라고 했다. 맨스필드 자신도 저격병의 총탄에 쓰러져, 그날 저녁에 죽었다. 알페우스 윌리엄스 준장이 제12군단을 잠시 지휘했다.
맨스필드 휘하 제1사단의 신병은 D. H. 힐의 콜키트와 마크레가 지휘하는 사단으로 보강된 후드의 전열에 대해 한걸음도 전진하지 못했다. 그러나 조지 시어스 그린이 지휘하는 제12군단의 제2사단이 마크레의 부대를 돌파하고, 마크레의 부대는 측면공격의 위험에 빠질 수 있을 것이라는 감각으로 인해 도망쳤다. 전열에 구멍이 뚫리자, 수적으로 열세였던 후드의 부대는 그날 전투가 시작되었던 서쪽숲에서 재편성을 강요받게 되었다. 그린 부대는 후커의 당초 목표였던 던커교회에 도달하였을 때, 스티븐 리의 포병대를 쫓아냈다. 북군은 던파이크 동쪽 영역의 대부분을 확보했다.
후커는 자신의 제1군단에게 흩어진 병사를 모아 공격을 계속하라고 지시했으나, 남군의 저격병이 장군의 표식이라고 할 수 있던 백마을 노리고 쏜 탄알이 후커의 다리를 관통했다. 제1군단의 지휘는 후커의 부하들중에서 고참이었던 제임스 리켓도 부상당했기 때문에 미드 장군이 맡게 되었다. 그러나 후커가 전장을 떠나자, 제1 및 제12군단의 병사를 이끌고 모을 권한을 가진 장군이 없었다. 그린의 부대는 서쪽숲에서 격렬한 포화를 만나 던커 교회로 후퇴했다.
남군의 좌익으로 돌아가 맨스필드 군단에 가해진 압력을 해방하기 위해, 섬너의 제2군단은 오전7시 20분에 2개사단을 전투에 참가시키라는 명령을 받았다. 세지윅의 5,400명으로 이루어진 사단은 처음으로 앤티텀 클리크를 넘어, 좌익으로 돌아가 남군을 남쪽의 앰브로즈 번사이드의 제9군단에 몰아 세우기 위해 동쪽숲에 들어갔다. 그러나 이 작전은 매우 운이 없었다. 이 사단은 윌리엄 H. 프렌치 사단이라고 불리었는데, 오전 9시에 이 사단에게 같은길에 있던 섬너가 3개여단을 3열의 긴 횡대로 병사를 나눠서 약 50에서 70야드(45m~63m)의 거리라는 이상한 대형으로 공격을 시작하도록 했다. 이 부대는 곧 남군의 대포에게 공격을 받고, 계속해서 3방향의 얼리, 워커 및 마크로의 사단에게서 공격을 받게되어, 반시간도 지나지 않아 세지윅 부대는 열을 무너뜨린 채 출발지점으로 퇴각했지만, 이미 손실은 2,200명이상이나 되었다. 섬너는 많은 역사가로부터 그 [뻔히 보이는] 공격, 제1 및 제12군단 본부와의 협조 결여, 세지윅부대에 소속된 프렌치 사단에 대한 지휘력을 잃어버린 점, 공격 개시 전에 적절한 정찰을 게을린 한 점, 그리고 이상한 전투대형을 채택함으로써 남군의 반격에 대해 효과적으로 측면을 보호하지 못한 일로 비난받았다. 그러나 역사가 M. V. 암스트롱의 최근의 학설은 섬너가 적절한 정찰을 했었고, 그가 공격하기로 결정한 것은 그가 받은 정보에서 정당화된 것이란 결론을 내렸다.
오전 중 최후의 전투는 10시경, 제12군단의 2개연대가 전진하다 남군의 우익에 도착한 지 얼마 안된 존 G. 워커의 사단에게 차단되면서 끝났다. 이 부대는 서쪽 숲의 옥수수밭 사이의 지역에서 전투를 벌였으나, 순식간에 워커부대는 그린 사단의 2개 여단에 의해 격퇴당해 북군은 서쪽숲에서 어느 정도 지역을 확보했다.
오전 중의 전투는 양군 합쳐 13,000명이란 손실을 발생시켰고, 그중에는 북군의 2명의 지휘관도 포함되어 있었다. 북군 2명의 군단장이 죽거나 중상을 입었다. 북군 2개 군단이 거의 전투불능 상태가 되었으며, 남군 잭슨 군단도 1000명 남짓한 병력이 간신히 전선을 유지하는 상황이었다. 잭슨의 진지에 투입된 북군의 병력은 무려 3만이 넘었으며, 100문의 대포가 동원되었다. 이에 맞선 남군은 리가 중앙과 우익의 부대와 하퍼스페리에서 도착한 증원군을 모두 합쳐도 2만이 안 되었으며, 대포가 40문이었다. 또한 죽거나 다친 장군이 남북군 합쳐서 15명이었다.

### 정오

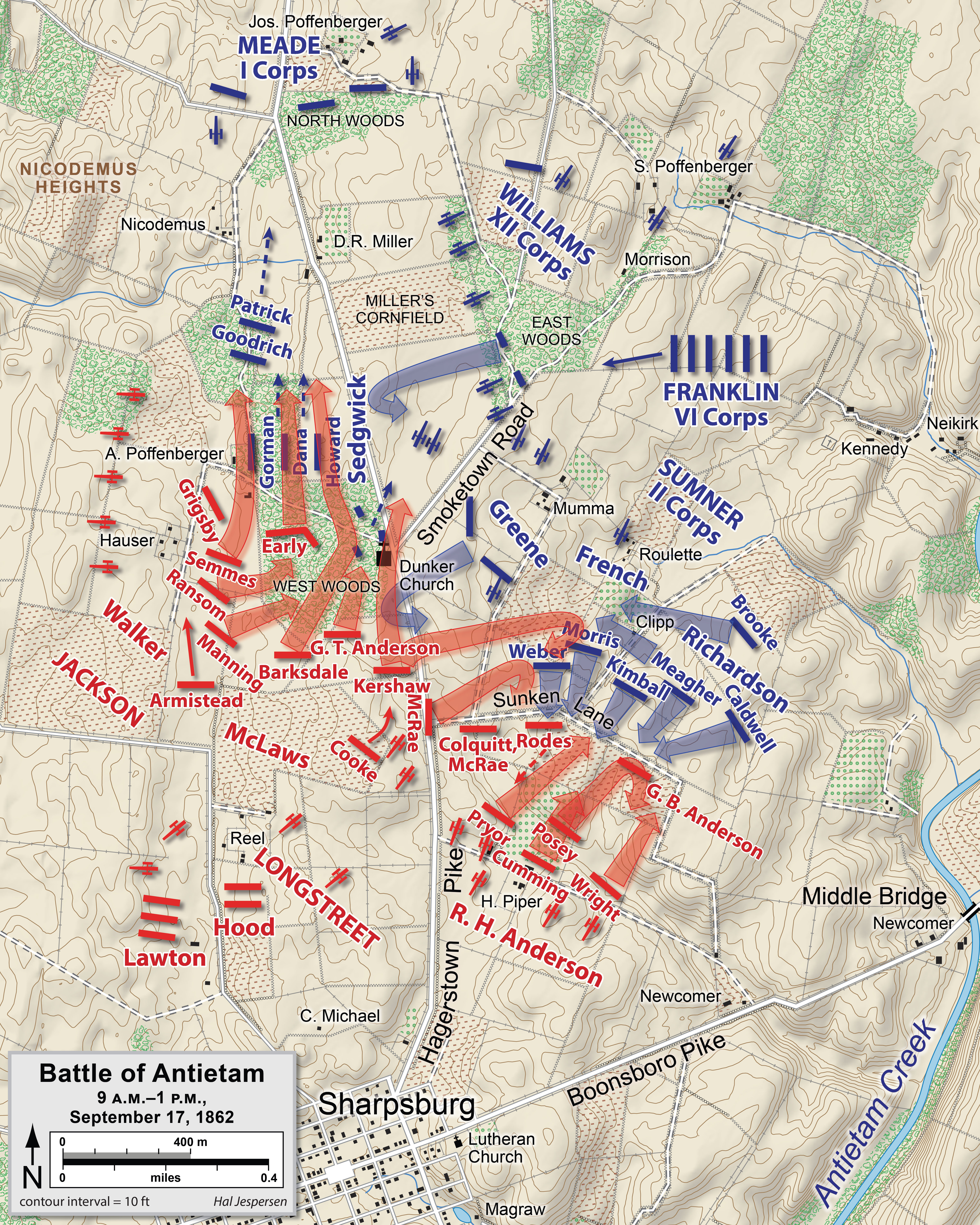
제12 및 제2군단에 의한 공격. 오전 9시부터 오후 1시까지

정오부터 전투는 남군전선의 중앙으로 옮겨졌다. 섬너는 오전의 전투에서 세지윅의 사단과 같은 길로 전진하고 있었나, 단 1개 사단이었던 프렌치는 섬너 및 세지윅과의 연락이 끊긴 채로 이상하게도 남쪽으로 향하고 있었다. 프렌치는 전투에 들어갈 기회를 열심히 찾고 있었기에, 먼저 보낸 산병을 불러들리고, 아군부대에게 전진을 명령했다. 이때쯤 섬너의 부관(그이 아들)이 프렌치가 있는 곳에 찾아와, 서쪽숲에서의 처참한 전투양상을 이야기하고, 적의 중앙을 공격하여 남군의 주의를 끌어들이라는 명령을 전했다.
프렌치군은 D. H. 힐의 사단과 대치했다. 힐은 약 2,500명을 이끌고 있어 프렌치군의 절반이하에 불과한데다가, 그의 5개여단 중 3개는 아침의 전투에 소모된 뒤였다. 롱스트리트가 받아 지키던 이 부분은 이론적으로 가장 약한 장소였다. 그러나 힐의 부대는 완만한 산기슭 위에 강력한 방어태세를 갖추고 있었고, 오랫동안 수송마차가 통과했던 도로는 자연의 참호를 형성하고 있었다.
프렌치는 오전 9시 30분경에 힐 사이에 끼어진 흉벽에 대해 여단 단위의 일련의 공격을 가했다. 최초 공격을 가한 사단은 마크스 웨버 준장이 지휘하는 경험이 부족한 부대였기에, 맹렬한 라이플 사격에 의해 재빨리 무너졌다. 이 시점에는 양군 모두 대포를 사용하지 않았다. 제2의 공격은 드와이트 모리스 대령의 거의 신병뿐인 여단으로 마찬가지로 맹렬한 사격을 만나, 로버트 로즈의 앨라바마 여단에 의한 반격을 어찌하지 못하고 격퇴되었다. 제3의 공격은 네이션 킴볼 준장의 여단으로, 이들은 고참병으로 이루어진 3개여단이 포함되어 있었지만, 침하된 도로에서의 사격을 견디지 못하고 격퇴되었다. 프렌치 사단은 1시간 동안 5,700명 중 1,750명의 인원을 잃어버렸다.
양군 모두 원군이 도착했다. 오전 10시 30분까지 리 장군은 최후 예비부대였던 리처드 H. 앤더슨의 사단 약 3,400명을 힐의 전선을 보강하기 위해 보내, 우측에 전개한 프렌치의 좌익을 에워싸기 위한 공격을 준비했다. 그러나 동시에 이즈라엘 B. 리처드슨 소장의 4,000명의 사단이 프렌치의 좌익에 도착했다. 이것은 심너 군단에 속한 3개 사단 중 최후의 부대로, 매클렐런이 예비 부대를 조직할 때 후방에 대기시켜 놓은 것이었다. 리처드슨의 새로운 부대가 최초의 일격을 감행했다.
침하된 도로에 대한 4번째 공격을 시작한 것은 토마스 F. 미거 준장의 아일랜드 여단이었다. 이 여단이 바람에 휘날리는 에메랄드 그린색의 연대기를 흔들며 전진할 때 연대에 부속된 목사 윌리엄 코비 신부가 말에 올라 대열의 앞뒤를 돌아다니며, 곧 죽음에 임할 신자들을 위해 로마 가톨릭교회에서 규정한 조건에 따라 속죄의 말을 암송했다(코비는 1863년 게티스버그 전투에서도 같은 일을 했다). 대부분이 아일랜드계 이민자들로 구성된 여단은 철수를 명령받을 때까지 격렬한 일제사격으로 인해 540명의 손실을 입었다.
리처드슨 장군은(콜드웰 부대가 후방의 산의 배후에 있다는 보고를 들은 후) 정오경에 존 C. 콜드웰 준장의 여단을 바로 전투로 보내면서, 여기서 잠시 흐름을 변화시켰다. 앤더슨의 남군사단은 전투 초기 앤더슨이 부상을 당한 후, 방어병에 별로 거의 지원이 없었다. 조지 B. 앤더슨(앤더슨의 후임 제2 노스캐롤라이나 연대의 찰스 C. 듀 대령은 지휘를 맡은 지 몇분 후 전사했다)및 제6 앨러바마 연대의 존 B. 고든 대령(고든은 전투 중에 4군데 중상을 입었다. 그는 의식을 잃은 채 모자에 얼굴을 파묻고 바닥에 쓰러져 있는데, 후에 친구들에게 이야기할 때 이름도 알지 못하는 양키(북군병)가 쏜 탄알이 모자에 구멍을 뚫지 않았다면 자신의 피에 질식했을거라고 했으나, 실제로는 모자의 구멍으로 피가 빠져나갔기에 살아날 수 있었다고 말했다)등 기타 중심으로 있던 지휘관도 잃어버렸다. 남군의 로즈는 태반을 부상을 입으면서도 전장에 있었다. 이들의 손실이 직접 다음과 같은 혼란을 발생시켰다.

우리들은 우리속의 양떼같은 그들을 향해 쏘았다. 만약 1발이 처음 목표를 빗겨나갔더라도, 그의 앞에 무언가를 맞췄을것이고, 되돌아서 2번째 적에게 맞았을 것이다.

콜드웰 여단이 남군의 우익으로 전진할 때 제61 및 제64 뉴욕 연대의 프란시스 C. 바로 대령과 그의 350명의 부대가 전열의 약한 지점을 간파하고 침하된 도로를 내려다보는 작은 산을 점령했다. 이곳에서 남군의 전열을 조준사격하는 것이 가능하게 되어, 이곳은 파괴적인 함정으로 변했다. 이 위협에 대응하려고 선회를 시도한 로즈의 사령을 의식이 없던 존 고든의 뒤를 이은 제임스 N. 라이트필드 중령이 오해했다. 라이트필드는 병사들에게 오른쪽으로 돌아서서 후퇴를 명령했으나, 이 명령은 여단의 모든 5개 연대에게도 같이 적용하는 것이라고 생각했다. 남군은 샤프스버그 방면으로 물러났고, 이 전선은 붕괴되었다.
리처드슨의 부대는 맹렬하게 추격했으나, 롱스트리트가 급히 모은 대포가 그들을 물러나게 했다. D. H. 힐이 이끄는 200명의 부대에 의한 반격이 침하된 도로 가까이에 있던 북군 좌익을 기습했지만, 제5 뉴햄프셔 연대의 격렬한 돌격으로 격퇴되어, 이것으로 중앙의 붕괴를 막았다. 리처드슨은 본의아니게 자신의 사단에게 침하된 도로에 인접한 북쪽의 산기슭로 후퇴할 것을 명령했다. 이 사단은 약 1,000명의 사상자가 나왔다. 바로 대령은 중상을 입었고, 리처드슨은 치명상을 입었다. 윈필드 S. 핸콕이 사단 지휘를 이어받게 되었다. 핸콕은 후에 공격적인 사단 및 군단의 지휘관으로서 명성을 얻는 인물로 알려지지만, 예기치 않은 지휘관의 교체로 북군의 전진 탄력은 잃어버렸다.

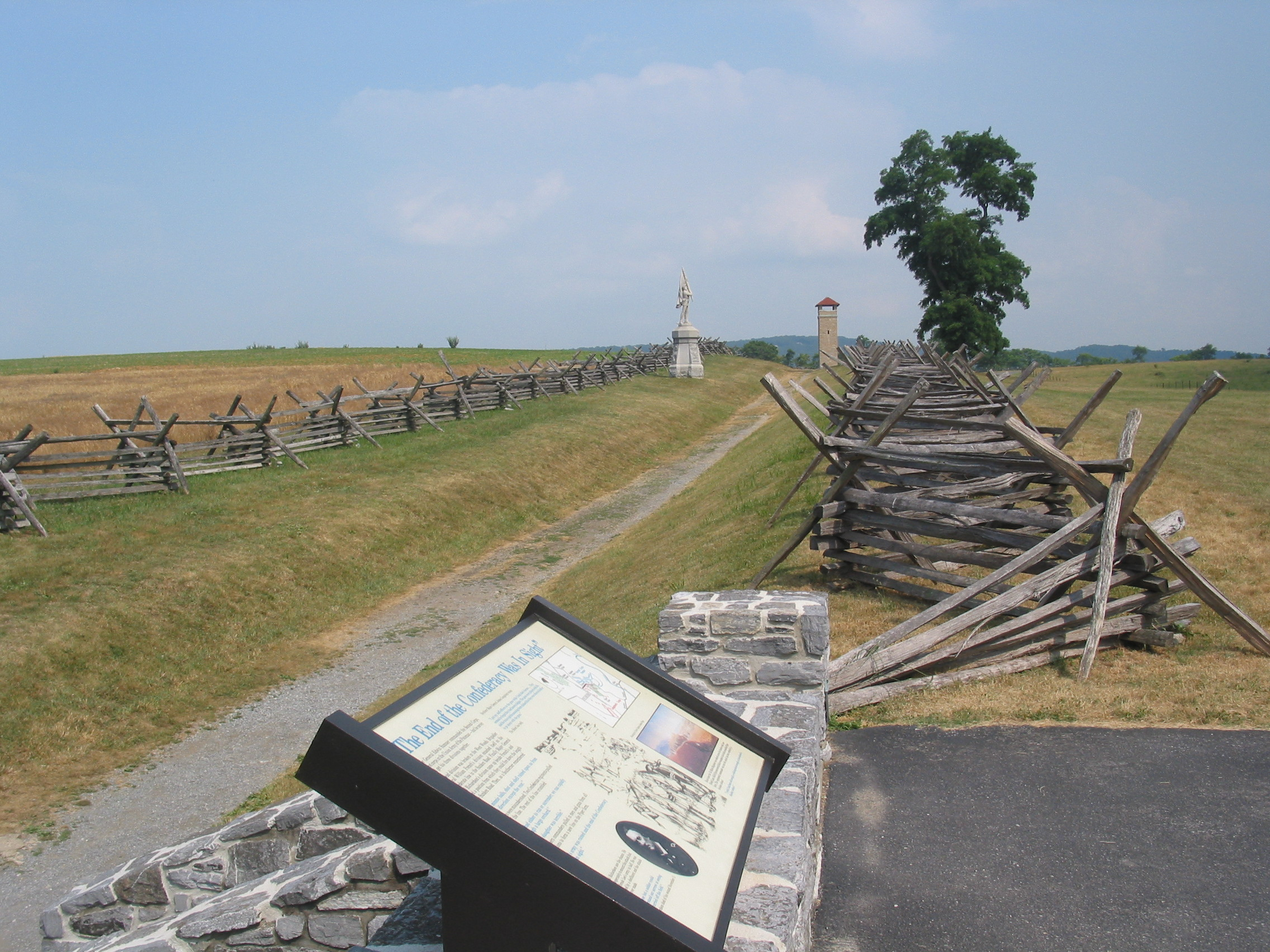
Bloody Lane、2005년 촬영

오전 9시 30분부터 오후 1시까지 침하된 도로에서 벌어진 대학살은 [블로드 라네 (피로 칠해진 통로)]란 이름을 받게 되는데, 도로 구덩이의 800야드(720m)에 약 5,600명의 사상자(북군 3,000명, 남군 2,600명)을 남겼다. 또 이곳은 커다란 기회가 존재했다. 만약 이 남군 전열의 무너진 곳에 집중했다면 북버지니아군은 2개로 분할되어 두려운 패배를 당했을지도 모른다. 북군에게는 이를 실행할 수 있는 충분한 전력이 있었다. 예비대로 3,500명의 기병대와 포터의 제5군단 10,300명의 보병이 1마일 떨어진 중앙의 다리 근처에서 대기하고 있었다. 제6군단은 12,000명이 도착한 순간이었다. 제6군단의 윌리암 B. 프랭클린 소장은 이 돌파구에 파고 들어갈 용의가 있었으나, 상급 사단 지휘관이었던 섬너는 전진하지 말라고 명령했다. 프랭클린은 두사람의 의견을 듣기 위해 후방의 본부를 떠났던 매클렐런에게 호소했으나, 매클렐런은 섬너의 판단을 지지하고, 프랭클린과 핸콕에게 자신의 진지를 지킬것을 명령했다.
그날 오후 중앙 부근에 있던 다른 예비 부대인 제5군단 지휘관 파인츠 존 포터 소장은 제2사단을 지휘하는 조지 사이크스 소장에게서 한번 더 중앙을 공격하자는 제안을 듣고, 이 생각을 매클렐런의 주의를 끌었다. 그러나 포터는 매클렐런에게 [장군, 나는 공화국 최후의 군대의 최후의 예비를 이끌 수 있는 것을 생각하고 있습니다]라고 말했다. 최종적으로 매클랠런은 예비 부대를 유지하기로 결단을 내렸다. 훗날 A.P. 힐의 생각은 지원해 왔다면, 리가 측면 및 배후의 기습을 특기로 했다는것을 생각한다면, 이 결단이 잘못된 판된이라고 말할 수는 없다.

### 오후

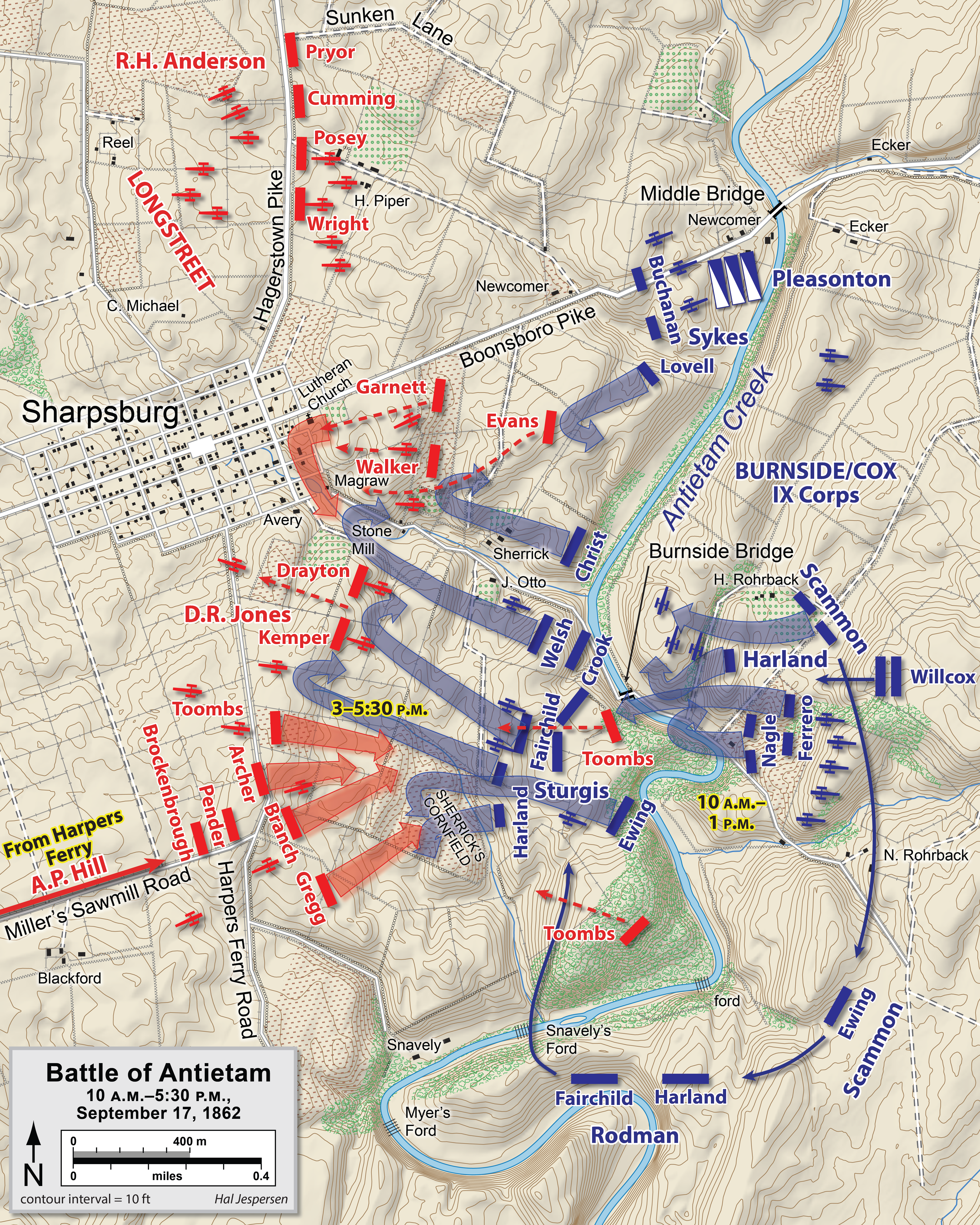
제9군단에 의한 공격. 오전 10시부터 오후 4시30분까지

전투는 전장의 남쪽으로 이동했다. 매클렐런의 작전은 후커의 제1군단을 지원하기 위해 남군의 주의를 북쪽의 주 전장에서 멀어지는것을 기대하며, 앰브로스 번사이드의 제9군단이 양동공격을 벌이기로 되어 있었다. 그러나 번사이드는 공격을 시작하기 전 명확한 명령이 있을 때까지 기다리라는 지시를 내렸고, 이 명령은 오전 10시까지 도달하지 못했다. 번사이드는 전투를 준비하는 사이 기묘하게 수동적이 되었다. 그것은 매클렐런이 날개의 한축인 지휘관으로 번사이드를 추천한 배치안을 거절한 일로 불만을 품고 있었던 것이다. 이전에 제1 및 제9군단을 합쳐 군대의 한쪽을 지휘한 적도 있었으나, 이번에는 제9군단만을 책임지게 되었다. 번사이드는 높은 권한을 제한하는 것을 명백히 거절하고, 곧 제시 L. 레노 소장(사우스마운틴에서 전사)을, 다음엔 카노버 사단의 제이콥 D. 콕스 준장을 군단 지휘관으로 대우하고 명령은 군단장을 통해 군단에 전달했다.
번사이드는 앤티텀 클리크 동쪽에 4개 사단(12,500명)과 50문의 대포를 가지고 있었다. 이에 맞서는 적은 리 장군이 좌익의 남군을 보강하기 위해 부대를 이동시켰기 때문에 매우 얇아졌다. 새벽에 데이비드 R. 존스와 존 G. 워커 준장의 여단이 수비를 했으나, 10시까지 워커의 부대 전체와 조지 T. 앤더슨 대령의 조지아 여단이 이동했다. 존슨은 번사이드에 대항해 3,000명의 병사와 12문의 대포밖에는 없었다. 샤프스버그 가까이 산기슭은 주로 세메터리 힐 이라 불리는 낮은 대지가 있었는데, 이곳을 매우 적은 4개여단이 지켰다. 제2 및 제20 조지아 연대의 남은 400명은 로버트 툼스 준장의 지휘로 2개 포병대대와 함께 로르바하의 다리를 지켰다. 이 다리는 3경간 125필드(38m)의 돌다리로서 앤티텀 클리크를 건너는 최남단에 있었다. 이곳에서 벌어진 전투에 붙여진 악평 때문에 이 다리는 [번사이드 다리]라고 역사에 이름을 남기게 되었다. 다리는 매우 곤란한 목표였다. 다리에 이르는 도로는 강에 인접해 있기에 적의 사격에 노출되었다. 다리의 서쪽에는 수목이 무성하고 높이가 100필드(30m)의 절벽이 아래를 내려다 보며 있었고, 옛 채석장에서 나온 큰바위가 널부러져, 좋은 은닉장소를 제공해 보병 및 저격병이 숨어서 사격한다면 강을 건너는 사람들에게 위험한 장애가 되었다.
이 주변의 앤티텀 클리크는 50피트(15m)이상의 폭이 있는 곳은 거의 없었고, 몇곳의 장소는 깊이가 허리까지밖에는 안되었다. 거기에 남군의 사각이었다. 남군의 참모장교 헨리 키드 더글러스로부터 비웃음을 받은 것처럼, 번사이드는 이 사실을 무시한 것으로 엄청난 비판을 받았다. 그러나 몇곳의 얕은 클리크의 통과하기 좋은 지형은 도하을 어렵게한 문제에 비교해 쉬운 부분이었다. 번사이드는 다리를 급습하는 대신에 매클렐런의 기사가 확인한 반마일(0.8 km)하류를 동시에 건넌다는 작전에 집중했으나, 번사이드의 군단이 이곳에 도착할때, 방죽이 정말로 높아 건너지 못했다. 조지 크루크 대령의 오하이오 여단이 세무엘 스타시즈 준장 사단의 지원아래 다리를 공격할 준비를 하는 한편, 남은 카노버 사단과 아이잭 로드만 준장의 사단은 두터운 외투를 벗고 2마일(3 km)하류의 스네이브리 낮은 개천을 탐색해 남군의 측면을 공격하게 되었다.

번사이드 다리에 가서 보라. 번사이드의 군단이 호프, 스킵, 점프를 하면서 바라보는 해안에 도달할 수 있다고 생각되지 않은 것을 가리키는 것을. 한 가지 분명한 것은 그들이 그날 어떤 장소보다도 허리의 벨트를 풀지 않고 걸어서 건넌다는 것을 증명한다.

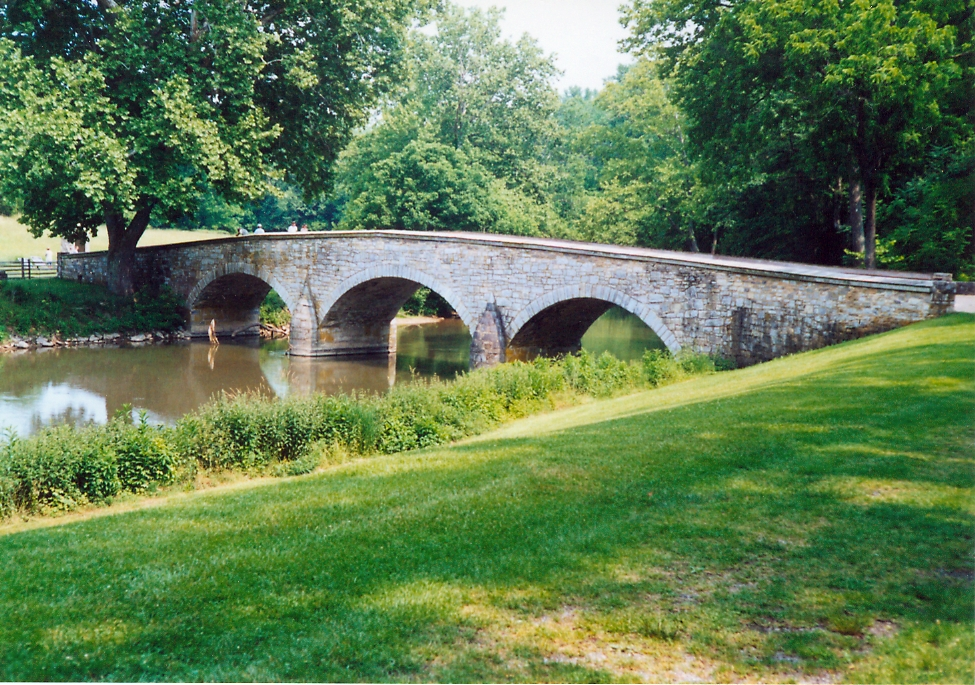
번사이드 브리지(Burnside's Bridge).

다리에 대한 크루크의 공격은 이 오하이오 여단이 다리를 건너 절벽을 급습하기 위해 다리 위를 확보하라는 명령을 받은 제11 코네치컷 연대의 산병이 주도되었다. 코네치컷 연대는 15분간 징벌적인 사격을 받고난 후, 치명상을 입은 지휘관 헨리 W. 킹그즈베리 대령을 포함해 부대의 ⅓ 에 해당되는 139명의 피해를 내고 철수했다. 크루크의 주력 부대는 크루크가 지형을 잘알지 못해 다리 상류 ¼ 마일(400m)에서 강에 도달한다는 잘못된 오류를 범해 남군의 산병과 연이어 수시간동안 일제사격을 나뉘게 되었다.
로드만 준장의 사단은 연계 없이 그대로 스네이브리 낮은 개천을 난행군하는 한편, 번사이드와 콕스는 다리에 대한 제2파 공격을 제2 메릴랜드 연대와 제6 뉴햄프셔 연대로 이루어진 스타시즈 여단의 1개에게 지시했다. 이 부대도 남군의 저격병 및 대포의 먹이가 되어, 이 공격도 실패했다. 이때까지 정오를 지나갔고, 매클렐런은 쓴맛을 다시며 전령을 차례로 보내 번사이드에게 전진을 명령했다. 매클렐런은 어느 부관에게 [그에게 희생이 1만명이 나더라도 실행하라고 해라]라고 전해라고 명령했다. 감찰장관 데로스 B. 사켓 대령을 파견해 번사이드에게 대결하라고 압력을 가하였으나, 번사이드는 분연으로써 [매클렐런은 내가 이 다리를 함락하기 위해 최선을 다하지 않았다고 생각하고 있다. 당신은 오늘 아침 같은 명령을 갖고 나한테 왔던 3명째 아니면 4명째이다]라고 답했다.
다리를 탈취하려는 3번째 시도는 12시 30분 스타시즈의 기타 여단, 에드워드 페레로 준장이 지휘하는 부대였다. 이 여단은 제51 뉴욕연대와 제51 펜실베니아 연대로 구성되었고, 적절하게 대포의 지원도 있어 만약 성공한다면 최근 없어졌던 위스키 배급을 부활시켜 주겠다는 약속을 받았기에 다리를 내려가는 돌격을 감행해 동쪽 강변의 진지를 확보했다. 포획된 유탄포를 이 장소에서 조작해 다리를 향해 산탄을 발포해 적에게 25야드(23m)까지 접근했다. 오후 1시까지 남군의 탄약이 떨어져서 툼스의 위치에서 로드만의 부대가 스네이브리 낮은 개천을 건너 측면을 공격하려 한다는 전언이 들어왔다. 툼스는 철수를 명령했다. 이 조지아 여단은 북군에게 500명 이상의 손실을 주었고, 160명을 잃을 정도의 아군을 단념시켰다. 그래도 번사이드의 남부측면에서 공격을 3시간 이상을 막을 수 있었다.
번사이드의 공격은 아군의 실패로 인해 다시 속도를 잃었다. 장교들이 탄약을 다리에서 수송하는 것을 게을리해, 다리 자체가 병사, 대포 및 보급마차의 이동으로 아수라장이 되었다. 이 때문에 거의 2시간을 허비해 리 장군은 이 시간을 이용해 우익을 보강했다. 리 장군은 이용 가능한 포병부대에게 이동을 명령했으나, 좌익에서 보병대를 움직여서 D. R. 존스의 수적으로 약세인 부대를 보강하는 것 밖에는 없었다. 그 대신 하퍼스페리에서 피로에 지친채 17마일(27 km)을 행군했던 A. P. 힐의 경사단이 도착했다. 오후 2시까지 힐 부대는 보트라의 낮은 개천에 도착해 2시 30분에 보강할 병력을 원했던 리와 대화를 나누고 나와, 리는 우익의 존스를 구원에 이 부대를 그곳으로 가도록 지시했다.
북군은 3,000명의 새로 온 부대에 직면한 것을 모두 느끼지 못했다. 번사이드의 작전은 약화된 남군 우익을 우회해 들어가, 샤프스버그에 주력해 북버지니아군을 남군이 포토맥강을 넘어 도주할 수 있는 유일한 경로였던 보트라의 낮은 개천에서 끊어버리는 것이었다. 번사이드는 스타시즈의 사단을 서쪽 강변에 예비군으로 남기고, 8,000명 이상의 군단(대부분 전투에 참가하지 않은)과 22문의 대포를 근접지원으로써 서쪽으로 움직였다.
제79 뉴욕 연대 [카메론 하이랜더스]에 의한 존스의 수적으로 약세인 사단에 대한 최초의 공격이 성공해 존스군은 세멘터리 힐을 넘어 후퇴하고, 샤프스버그까지는 200야드(180m)이내까지 내려갔다. 거기에 좌익에는 로드만 사단이 하퍼스페리 도로측으로 진군했다. 선두를 따라 해리슨 페어차일드 대령의 여단에는 제9 뉴욕 연대의 색채가 풍부한 바지복장을 입은 자들이 몇명이 있어, 그 전방의 산기슭 위에 적의 1다스 대포에서 격렬한 포탄이 날아오는데도 불구하고, 개의치 않고 전진을 계속했다. 샤프스버그의 통로에는 퇴각하는 남군으로 가득차 공황이 일어났다. 존스의 사단 5개 여단 중 툼스의 여단만이 거의 상처가 없었으나, 그런데도 인원은 700명에 불과했다.
A. P. 힐 사단은 오후 3시 30분에 도착했다. 힐은 이 부대를 나눠 2개 여단은 남동쪽으로 향하게해 측면을 지키게 하고, 기타 3개 여단 약 2,000명은 툼스 여단의 오른쪽으로 움직여 반격에 대비했다. 오후 3시 40분 마크스 그렉 준장의 사우스캐롤라이나 여단이 존 오트의 옥수수밭에서 로드만의 좌익에 있던 제16 코네치컷 연대를 공격했다. 코네치컷 연대는 약 3주간의 행군경험밖에 없어 이 전열이 무너지면서 185명의 피해가 발생했다. 제4 로드아일랜드 연대가 우익으로 향했으나 높은 옥수수 줄기 때문에 시야가 나빴고, 또 남군 병사의 다수가 하퍼스페리에서 잡은 북군병사의 제복을 입고 있었기 때문에 방향을 잃어버렸다. 이 부대도 붕괴해 달아났고, 제8 코네치컷 연대가 멀리 전진하다 고립되었다. 이 연대는 포위된 언덕을 내려와 앤티텀 클리크쪽으로 밀려나 버렸다. 카노버 사단의 연대에 의한 반격도 불충분했다.
제9군단은 소모율이 약 20% 나 달했지만 대치하던 남군의 2배 병력이었다. 번사이드는 측면 붕괴에서 기력을 소모해 모든 부대에게 앤티텀 클리크의 서쪽 강변까지 후퇴를 명령했고, 여기서 긴급히 증원과 대포를 요구했다. 매클렐런은 1개 대대를 파견했다. 매클렐런은 [나는 이이상 아무것도 없다. 더이상은 보병부대가 없다.]라고 말했다. 그러나 실제로는 매클렐런에게는 아직 투입하지 않은 2개 군단이 있었다. 포터의 제5군단과 프랭클린의 제6군단이 있었으나, 아무래도 용병술이 뛰어난 리의 군에 의해 일어나도 알 수 없는 대군의 반격을 걱정했다. 번사이드의 부대는 이날 남은 것은 점령하기 위해 다수의 피해를 입었던 다리의 수비에 사용하였다.

## 전투 후
전투는 오후 5시 30분에 끝났다. 이날 피해는 양군 모두 엄청난 것이었다. 북군의 손실은 12,401명이었고, 그중 전사자는 2,108명이었다. 남군은 10,318명의 손실이 났고, 그중 전사자는 1,546명이었다. 이 손실은 전군에 대한 비율로는 북군이 25%, 남군 31%에 해당되었다. 1862년 9월 17일 이날은 아메리카 군사 역사상 중에서 제2차 세계대전의 1944년 6월 6일 디 데이 및 2001년 9월 11일의 911 테러 등의 어느날보다도 많은 미국인이 죽었다. 9월 18일 아침 남군은 북군의 공격에 대비해 수비를 준비했으나, 공격은 없었다. 양군 모두 부상자를 회수하고 교환하기 위해 일시적으로 휴전한 후, 남군은 그날 밤 포토맥강을 건너 버지니아 주로 철수를 시작했다.
링컨 대통령은 매클렐런의 전과에 실망했다. 그는 매클렐런이 신중함이 지나쳐, 전장에서 제휴가 허술했기 때문에 남군을 무너뜨리는 대신 무승부로 끝났다고 생각했다. 역사가 스티븐 시어스는 다음과 같이 동의했다.
공화국을 구하기 위해 강력한 적을 향해 전투를 속행하는 과정에서 매클렐런 장군은 약 50,000명의 보병과 포병을 투입하지 않았다. 이 군대의 ⅓은 1발도 쏘지 않았다. 그런데도 불구하고, 여러번 남군 북버지니아군을 붕괴 위기에 빠졌으나, 용감한 위업을 하지 않으면, 지휘관이 아군의 패배를 피하는 것 이상의 것을 생각하지 않았기 때문에 완전히 잃어버렸다.— -스티븐 시어스,Landscape Turned Red

대통령은 미 육군성 및 대통령 자신의 간청이 있음에도 불구하고, 9월 17일에서 10월 26일까지의 사건에 놀랬다. 매클렐런은 포토맥강을 넘어 리의 군대를 추격하는 것을 거절하고, 장비부족 및 군대의 사용에 두려움을 알렸다. 최고사령관 헨리 하넥은 이 공식보고서에 [쳐부술 수 있는 적을 앞에두고, 또 급히 이동하는 것과 활발한 작전행동을 할 수 있는 최적의 계절에 이 정도의 대군을 오랫동안 사용하지 않는것은 크게 실망과 후회의 사태라고 할 수 있다]라고 책에 썼다. 링컨은 11월 7일 매클렐런은 포토맥군 지휘관에서 해임되고 이것이 실질적인 매클렐런의 군사경력의 마지막이다.
역사학도 중에는 북군의 [전략적 승리]라는 정의에 의문을 던지는 사람이 있다. 결국, 매클렐런은 이 전역 및 전투 어느 것에도 전과를 올리지 못하고, 리 장군은 훨씬 세력이 큰 적군에 대해 전쟁에서 전과를 올린 위대한 지도력을 나타냈다. 손실수는 양군 모두 비슷하였지만, 리의 군대는 모든 군에 대해 손실율이 높았다. 리의 군이 최초 전장에서 철수한 것에서 기술적인 정의에서는 남북전쟁의 전투에 있어서 전술적 패배자였다. 그러나 전략적인 의미를 합치면 전술적인 무승부임에도 앤티텀은 리의 전략적인 작전(최초 북부침공)을 끝내고, 링컨 대통령이 9월 22일에 노예해방을 발표했다는(발효는 1863년 1월 1일) 이유로 남북전쟁의 전환점이라고 생각된다. 링컨은 해방선을 무엇보다 빨리 발표했으나, 그의 각료로부터 선언이 절망속에서 발표된다는 인식을 피하기 위해 북군의 승리 후에 선언하는 편이 좋다고 조언하였다. 북군의 승리와 링컨의 선언은 프랑스 및 영국 정부에게 남부동맹을 인정하지 않는다고 설득시키기 위한 커다란 역할을 해내었다. 만약 북군이 패배를 되풀이 했다면 프랑스, 영국도 남부동맹을 인정한다는 계획이 있었을 것이라고 추정하는 사람도 있었다. 노예해방선언이 전쟁의 진전에 어떤 정부도 미합중국에게 반대하는 정치적 의도를 갖지 않게 되었다. 역사가 제임스 마크퍼슨은 자신의 저서 [자유의 십자로] 속에서 앤티텀의 중요성에 대해서 요약했다.
남북전쟁의 여러 전역 및 전투 중에서 앤티텀 정도의 중대한 여러 가지 결과를 탄생시킨 것도 없다. 1863년 7월 북군이 게티스버그와 피터스버그에서 거둔 2번의 중대한 싱리는 또 하나의 타격이 되어 동부전선에서 남군이 새로 준비하던 공격을 저지시키고, 남군의 서부 ⅓을 빼앗았다. 1864년 9월 셔먼의 애틀란타 점령이 북군의 사기저하를 멈추게 하였고, 북군승리를 향한 최후의 추친력을 일으킨 사다리가 되었다. 이것은 전환점에서도 있었다. 그러나 남군의 미시시피 주, 켄터키 주, 그리고 자신의 메릴랜드주 에서의 3중공세가 1862년 가을의 시점에서 무너져버렸다면 뒤의 것들은 일어나지 않았을 것이다.— -제임스 마크퍼슨,자유의 십자로

전장 유적지는 앤티텀 국가지정 전장으로서 기념하게 되었다.

## 참고 자료
- Armstrong, Marion V., Disaster in the West Woods: General Edwin V. Sumner and the II Corps at Antietam, Western Maryland Interpretive Association, 2002.
- Bailey, Ronald H., and the Editors of Time-Life Books, The Bloodiest Day: The Battle of Antietam, Time-Life Books, 1984, ISBN 0-8094-4740-1.
- Cole, J. R., History of Washington and Kent Counties, Rhode Island, W.W. Preston & Co., 1889.
- Douglas, Henry Kyd, I Rode with Stonewall: The War Experiences of the Youngest Member of Jackson's Staff, University of North Carolina Press, 1940, ISBN 0-8078-0337-5.
- Eicher, David J., The Longest Night: A Military History of the Civil War, Simon & Schuster, 2001, ISBN 0-684-84944-5.
- Esposito, Vincent J., West Point Atlas of American Wars, Frederick A. Praeger, 1959.
- Jamieson, Perry D., Death in September: The Antietam Campaign, McWhiney Foundation Press, 1999, ISBN 1-893114-07-4.
- Kennedy, Frances H., Ed., The Civil War Battlefield Guide, 2nd ed., Houghton Mifflin Co., 1998, ISBN 0-395-74012-6.
- McPherson, James M., Crossroads of Freedom: Antietam, The Battle That Changed the Course of the Civil War, Oxford University Press, 2002, ISBN 0-19-513521-0.
- Sears, Stephen W., Landscape Turned Red: The Battle of Antietam, Houghton Mifflin, 1983, ISBN 0-89919-172-X.
- Tucker, Phillip Thomas, Burnside's Bridge: The Climactic Struggle of the 2nd and 20th Georgia at Antietam Creek, Stackpole Books, 2000, ISBN 0-8117-0199-9.
- Wolff, Robert S., "The Antietam Campaign", Encyclopedia of the American Civil War: A Political, Social, and Military History, Heidler, David S., and Heidler, Jeanne T., eds., W. W. Norton & Company, 2000, ISBN 0-393-04758-X.
- National Park Service battle description 보관됨 2014-10-11 - 웨이백 머신

## 더 읽어보기
- Frassanito, William A., Antietam: The Photographic Legacy of America's Bloodiest Day, Thomas Publications, 1978, ISBN 1-57747-005-2.
- Gallagher, Gary W., Ed., Antietam: Essays on the 1862 Maryland Campaign, Kent State University Press, 1989, ISBN 0-87338-400-8.
- Jermann, Donald R., Antietam: The Lost Order, Pelican Publishing Company Inc., 2006, ISBN 1-58980-366-3.
- Luvaas, Jay, and Harold W. Nelson, Eds., The U.S. Army War College Guide to the Battle of Antietam: The Maryland Campaign of 1862, University Press of Kansas, 1987, ISBN 0-7006-0784-6.